# 正得村
正得村（しょうとくむら）は、かつて富山県西礪波郡にあった村。現在の小矢部市東部の正得地区で、砺波市高波地区や高岡市（旧・福岡町）大滝地区と隣接する。大谷米太郎・大谷竹次郎兄弟は同村の出身である。
村名は地内の小学校名からとられた。

## 沿革
- 1889年（明治22年）4月1日 - 町村制の施行により、礪波郡道明村、水落村、七社村、五社村及び石名田村の区域をもって、礪波郡正得村が発足する。
- 1896年（明治29年）3月29日 - 郡制の施行のため、礪波郡が分割して、西礪波郡が発足により、西礪波郡に所属となる。
- 1953年（昭和28年）9月10日 - 西礪波郡石動町、宮島村、子撫村、南谷村、埴生村、正得村、松沢村及び荒川村が合併して、西礪波郡石動町が発足する。